# Franz Georg Joseph von Lassaulx

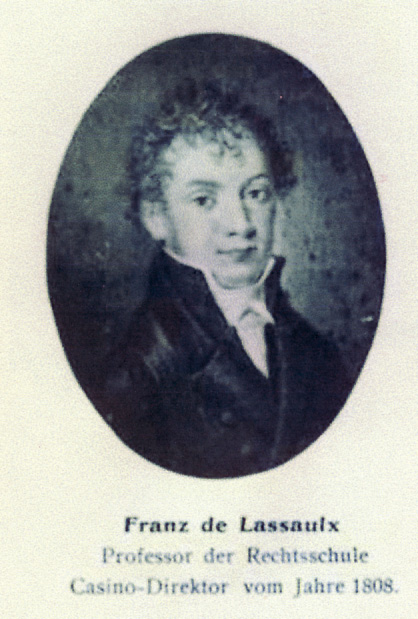

Franz Georg Joseph von Lassaulx (auch Franz von Lassaulx oder Lasaulx) (* 21. Juli 1781 in Koblenz; † 2. April 1818 in Nancy) war ein Professor der Rechtswissenschaften, Schriftsteller, Buchdrucker, Buchhändler, Verleger und Übersetzer. Sein Vater war der kurtrierische Hof- und Regierungsrat Adam von Lassaulx (1753–1813).

## Leben
Franz von Lassaulx wuchs in Koblenz unter den Eindrücken der Französischen Revolution und ihrer Folgen auf. 1797 war er an der Gründung eines republikanischen Clubs beteiligt. In Begleitung seines Vaters trat er als Sechzehnjähriger erstmals als Dolmetscher für Französisch in Erscheinung. 1798 wurde er im Rang eines Secrétaire adjoint  Übersetzer am Koblenzer Kriminalgericht. Ein Jahr später gab er diese Stelle auf und konzentrierte sich auf seine Arbeit als Publizist. Dabei konnte Lassaulx sich auf die väterliche Druckerei, die er später übernahm, stützen und brachte zwischen 1801 und 1803 die Koblenzer Zeitung heraus. Diese wurde wegen ihrer oppositionellen Berichterstattung gegenüber der französischen Besatzungsmacht mehrmals konfisziert und schließlich verboten. Ende 1801 wurde Lassaulx wegen der Berichterstattung über die Restriktionen gegen die deutschen Weizenlieferungen an England verhaftet und in der Festung von Ham gefangengehalten. Während seiner Tätigkeit als Zeitungsverleger gründete er in Koblenz ein Advokaturbüro.

## Professur
1806 erhielt er die Berufung an die in Koblenz neu eingerichtete Schule für Rechtswissenschaften und lehrte dort Zivilrecht. 1807 übergab er die Druckerei und den Buchhandel an seinen Schwager L. Pauli und 1808 war er Gründungsmitglied der Casinogesellschaft in Koblenz. 1810 wurde er Dekan der Koblenzer Schule für Rechtswissenschaften und drei Jahre später Generalinspektor der Kaiserlichen Universität für Rechtswissenschaften.

## Frankreich
Ende 1813 ging Franz von Lassaulx zuerst nach Paris, das er schon zweimal zuvor besucht hatte und verbrachte dann seine letzten Lebensjahre in Lothringen. Seit 1814 war er Dekan an der juristischen Fakultät in Nancy. Dort starb er am 2. April 1818 nach längerer Krankheit.
Franz Georg Joseph von Lassaulx war von seiner Gesinnung her Republikaner und bewunderte, zusammen mit seinem späteren Schwager Joseph Görres und anderen Schulkameraden, die Französische Revolution. Maßgebend für seine literarische Tätigkeit war sein Interesse an der damaligen Dichtung und  den Dichtern Goethe, Schiller und Klopstock. Mit Achim von Arnim und Clemens Brentano war er persönlich befreundet.

## Weiterführende Literatur
- Wilhelm Josef Becker: Ueberblick über die Geschichte der älteren Koblenzer Druckereien, Verlage, Buchhandlungen, der gesamten Presse und des literarischen Lebens (seit 1700), Teil 1: Zeitschrift für Heimatkunde von Coblenz und Umgebung 1 (1920), Teil 2: Zeitschrift für Heimatkunde des Regierungsbezirkes Coblenz und der angrenzenden Gebiete von Hessen-Nassau 2 (1921)
- Fritz Michel: Die Anfänge des Koblenzer Buch- und Zeitungsdruckes, in: Rheinische Heimatblätter 2 (1925)
- Leo Just: Franz von Lassaulx / ein Stück Lebens- und Bildungsgeschichte im Zeitalter der großen Revolution und Napoleons, Bonn: Marcus & Weber 1926
- Herbert Göpfert: Buch- und Verlagswesen im 18. und 19. Jahrhundert: Beiträge zur Geschichte der Kommunikation in Mittel- und Osteuropa, Berlin 1977
- Gert Hagelweide: Literatur zur deutschsprachigen Presse / Eine Bibliographie - Von den Anfängen bis 1970 (Dortmunder Beiträge zur Zeitungsforschung 35) 20 Bände, K. G. Saur, München 1985–2007
- Ralf Reinhold: Überblick über die historische Entwicklung des Buchgewerbes im Regierungsbezirk Koblenz, in: Meisterwerke. Band 9: Bücher. Katalog zur Ausstellung der Handwerkskammer Koblenz und des Landesmuseums Koblenz, Koblenz 1992
- Reinhard Wittmann: Geschichte des deutschen Buchhandels 2. durchges. und erw. Auflage, München 1999
- Hilmar Tilgner: Lesegesellschaften an Mosel und Mittelrhein im Zeitalter des aufgeklärten Absolutismus. Ein Beitrag zur Sozialgeschichte der Aufklärung im Kurfürstentum Trier, Stuttgart 2001

## Verlagsprodukte

### Verlagsort Koblenz
- Adam Lassaulx: Lützel Coblenz, ein historisch-topographischer Versuch Coblenz: Lassaulx: [1793/94]
- Franz von Lassaulx: Civil Gesetzbuch der französischen Republik;1 Coblenz: Lassaulx [1793–94]
- Franz von Lassaulx: Denkschrift der Deputierten des Koblenzer Bezirkes an den Volksvertreter Gillet, [S. I.] 1795 (Online)
- Johann Georg August Gallett: Elementarbuch für den ersten Schulunterricht in der Geschichtskunde, Koblenz: Lassaulx 1795, 82 S.
- Der Rübezahl: eine Monatsschrift [Serie] 1. An VII = [1798/99], damit Erscheinen eingestellt. Koblenz: Lassaulx [1798/99], 130 S.
- Wasserfall (Verf.): Ruhr - Departement / Historisch - statistisches Taschenbuch für das Ruhr-Departement. Koblenz: Lassaulx VIII [1799 / 1800] nachgewiesen
- Louis Madeleine Ripault: Kurze Beschreibung der merkwürdigsten Denkmäler in Ober Egypten: dem Bürger Bonaparte, ersten Konsul des Fränkischen Hofstaats, Koblenz: 1800 Lassaulx Jahr 9
- Koblenzer Zeitung, (1801–1803)
- Des  Decimus Magnus Ausonius: Gedicht von der Mosel, Koblenz: Lassaulx 1802, 94 S. (Online in der Google-Buchsuche)
- Charles François Philibert Masson: La Fondation de la République, Coblenz: Lassaulx an X 1802
- Charles François Philibert Masson: Die Gründung der Republik, Coblenz: Lassaulx 1802
- Adam Lassaulx: LützelCoblenz, ein Historisch Topographischer Versuch, Coblenz: Lassaulx [1803], 48 S.
- Instruction, adressée par le prefet du Département de Rhin et Moselle, aux commissions administratives des établissements d'humanité du mème département, Coblence: Lassaulx: an XII [1803]
- J[oseph] Görres: Aphorismen über die Organomonie, Koblenz: Lassaulx 1803
- Joseph von Görres: Aphorismen über die Kunst: als Einleitung zu Aphorismen über Organomonie, Physik, Psychologie und Anthropologie, Koblenz: Lassaulx 1804, 240 S.
- Karl Friedrich Pfender: Die gesetzliche Erbfolge in der Französischen Republik nach dem Gesetze vom 28 ten Germinal II, Koblenz: Lassaulx 1804
- Aktenstücke des gegen Moreau, Georges und fünf und vierzig Mitangeklagte eingeleiteten Hochverratsprozesses, Coblenz: Lassaulx 1. 1804 - 2. 1804/05 [?]
- Franz von Lassaulx: Civil Gesetzbuch der französischen Republik Coblenz: Lassaulx 1805 (Online in der Google-Buchsuche)
- Franz von Lassaulx: Ueber das neue Civil-Recht der Franzosen, rücksichtlich auf dessen Abweichungen von dem gemeinen Recht und der vorigen französischen Gesetzgebung. Koblenz 1806
- Kodex Napoleon, übersetzt von F. Lassaulx, Koblenz 1807, Pauli und Comp. (Online in der Google-Buchsuche); (Digitalisat)
- Franz von Lassaulx: Journal für Gesetzeskunde und Rechtsgelehrsamkeit, Koblenz: Lassaulx, 1. 1804/06 - 2. 1805/06,1807 (Online in der Google-Buchsuche)
- Handlungsgesetzbuch, nach der einzig offiziellen Original Ausgabe aus der kaiserl. Druckerei, übersetzt von Fr. Lassaulx, Koblenz, 1808, Pauli und Comp. (Online in der Google-Buchsuche)
- F. Lassaulx: Gesetzbuch über das Verfahren im bürgerlichen Prozeß - übersetzt   .... von F. Lassaulx, Koblenz 1808: gedruckt und verlegt bei Pauli und Compagnie
- Franz von Lassaulx: Annalen der Gesetzgebung Napoleons, Koblenz [Lassaulx] 1. 1808 - 5. 1810/12 nachgewiesen
- Franz von Lassaulx: Annalen der Gesetzgebung Napoleons: eine Zeitschrift in zwanglosen Heften, Koblenz: Lassaulx: 1. 1808 - 5. 1813 (Online in der Google-Buchsuche)
- Franz von Lassaulx: Codex Napoleon - dargest. u. kommentiert (Bände 1, 2, 3a und 3b), Lassaulx: 1809–1811
- F. von Lassaulx, Doctor und Professor des Rechts, Decanus der Rechts=Facultät zu Coblenz, Offizier der Kaiserlichen Universität, ec., ec.: Ueber die unterscheidenden Charactere des Codex Napoleon  (Aus dem Französischen übersetzt von A. C. Wolters), Hamburg 1811: Bei Friedrich Perthes
- F. Lassaulx: CivilGesetzbuch der Französischen Republik....Ersther Teil, (Anhang [1]): (Subskriptionsangebot): F. Lassaulx, Avone bei den Tribunalien in Coblenz (Hrsg.): Journal für Gesetzeskunde und Rechtsgelehrsamkeit (ab Jahr 11) (Anhang [2]): Verlagsartikel der Lassaulx'schen Buchhandlung in Coblenz, Coblenz: Jahr 11, in der Lassaulx'schen Buchhandlung

### Verlagsort Andernach
- F. v. Lassaulx: Historisches Taschenbuch, Koblenz, Andernach: Lassaulx und Heckmann: 1801–1802
- Andreas Georg Friedrich von Rebmann: Blick auf die vier neuen Departements des linken Rheinufers, in Hinsicht auf Kunstfleiss, Sitten, und auf die Maasregeln betrachtet, welche zu ihrem Glück erforderlich seyn mögen, Koblenz [u. a.]: 1802, 119 S.
- Johann Jakob Richter: Erinnerungen von meiner Reise auf dem Neckar und Rheine, Andernach: Lassaulx + Heckmann, Bd. 1, 1805

### Verlagsort Offenbach
- Georg Christian Ludwig: Gedichte, Offenbach: Lassaulx 1803

| Personendaten    | Personendaten                                                |
| ---------------- | ------------------------------------------------------------ |
| NAME             | Lassaulx, Franz Georg Joseph von                             |
| ALTERNATIVNAMEN  | Lassaulx, Franz von; Lasaulx, Franz von; Lassaulx, Franz von |
| KURZBESCHREIBUNG | deutscher Unternehmer und Verleger                           |
| GEBURTSDATUM     | 21. Juli 1781                                                |
| GEBURTSORT       | Koblenz                                                      |
| STERBEDATUM      | 2. April 1818                                                |
| STERBEORT        | Nancy                                                        |